# Comando de Apoio da Albânia
O Comando de Apoio da Albânia das Forças armadas da Albânia é o ramo que serve com apoios operacionais e logísticos para as funções das Forças Terrestres da Albânia, a Força Aérea da Albânia e a Marinha da Albânia.